# Малиже
Малиже́ (фр. Malijai, окс. Malijai) — коммуна во Франции, находится в регионе Прованс — Альпы — Лазурный Берег. Департамент коммуны — Альпы Верхнего Прованса. Входит в состав кантона Ле-Ме. Округ коммуны — Динь-ле-Бен.
Код INSEE коммуны — 04108.

## Население

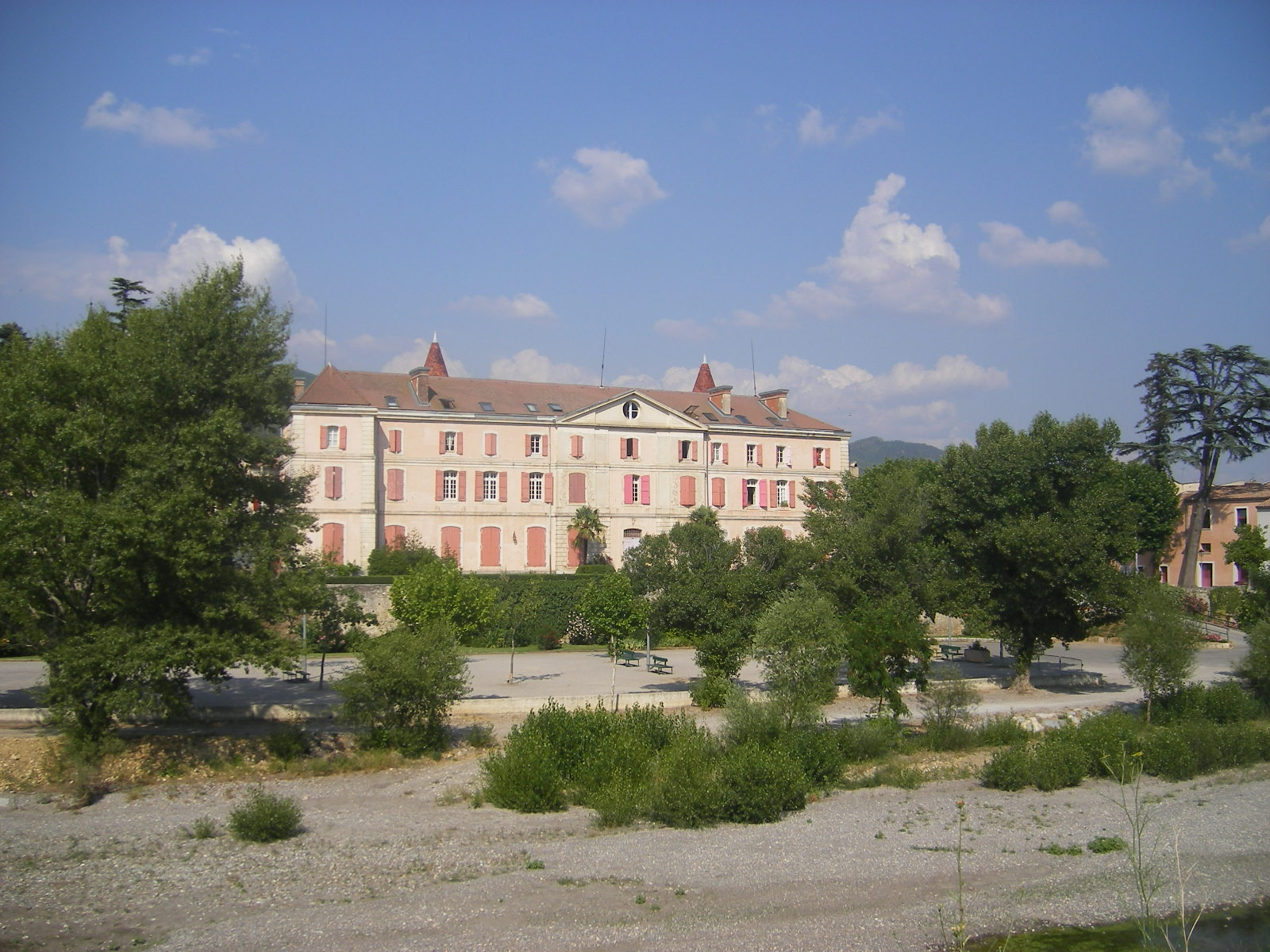
Замок

Население коммуны на 2008 год составляло 1958 человек.
| 1962 | 1968 | 1975 | 1982 | 1990 | 1999 | 2008 |
| ---- | ---- | ---- | ---- | ---- | ---- | ---- |
| 841  | 988  | 1419 | 1578 | 1703 | 1628 | 1958 |

## Экономика
В 2007 году среди 1181 человека в трудоспособном возрасте (15—64 лет) 832 были экономически активными, 349 — неактивными (показатель активности — 70,4 %, в 1999 году было 65,8 %). Из 832 активных работали 721 человек (396 мужчин и 325 женщин), безработных было 111 (40 мужчин и 71 женщина). Среди 349 неактивных 99 человек были учениками или студентами, 121 — пенсионерами, 129 были неактивными по другим причинам.

## Достопримечательности
- Замок (1760—1770-е годы)
- Приходская церковь Сен-Кристоф в стиле позднего классицизма, была восстановлена в 1839 году
- Мост через реку Блеон, построен в 1775—1778 годах
- Бывшая приходская церковь Сен-Флоран, была восстановлена в 2007 году